# Fernand Bellehumeur
Pour les articles homonymes, voir Bellehumeur.
Fernand Bellehumeur est un écrivain québécois impliqué socialement dans sa région d'appartenance qu'est l'Abitibi-Témiscamingue.

## Biographie
Né à Latulipe, au Témiscamingue, en 1931, Fernand Bellehumeur est ordonné prêtre à Belleterre en 1956. Il sera enseignant de 1956 à 1969 au niveau secondaire jusqu'au niveau universitaire. Il prend une pause de l'enseignement de 1961 à 1963, où il entreprend des études d'un an en catéchèse à  l'Institut International Lumen Vitae de Bruxelles et une autre année en spiritualité à Rome. De retour au Québec, il œuvre comme professeur, aumônier et prédicateur et dirige finalement, à titre de principal de l'École normale d'Amos en 1969 et 1970.
Dans sa période de prédicateur et d’aumônier, il remarque bientôt une religieuse, Suzanne Ménard, lors des conférences qu'il donne dans l'amphithéâtre sur la bible et son interprétation. S'ensuit une correspondance de plus en plus intime qui va durer quelques années. Un lien est créé entre Fernand et Suzanne et l'idée du mariage des prêtres anime leurs échanges. Malheureusement, l'option du mariage des prêtres ne passe pas au sein de l'Église catholique.
Finalement, en 1969, contre vents et marées, il quitte la prêtrise et ils planifient leur mariage pour le 6 juin 1970. Cependant, l'annonce officielle le libérant de la prêtrise n'arrive  que le 25 novembre 1970. Sans attendre, ils se marient quatre jours plus tard à l'église de Senneterre.

## Expériences de travail
Il a été enseignant au secondaire de 1956 à 1961. Par la suite, de 1963 à 1969, il sera enseignant au niveau secondaire, puis universitaire. À cette époque, il collabore à l’organisation d’un circuit de ciné-clubs dans les écoles secondaires du Nord-Ouest québécois (Abitibi-Témiscamingue).
Sa carrière l'amènera ensuite à œuvrer dans le domaine de la gestion et de la direction à titre de Principal de l'École normale Mgr Desmarais à Amos pour une période de deux ans (1969-1970).
À ce titre, il vivra la fin des écoles normales, instances qui assumaient jusqu'à date la formation des enseignants. En effet, le récent Rapport Parent changeait la donne. À partir des conclusions de ce rapport, la formation des éducateurs incombait dorénavant aux universités mettant ainsi fin aux écoles normales au Québec. Pour ce faire, on mandata l'Université du Québec à Trois-Rivières (UQTR) qui désigna un administrateur délégué devant travailler à cette transition et mettre sur pied les Services universitaires dans le Nord-Ouest québécois. Ce qui deviendra plus tard l'Université du Québec en Abitibi-témiscamingue.
S’ensuit une série d’événements qui l’amèneront à comprendre que cet administrateur travaillait plus à des intérêts particuliers et que tous les équipements de l'école normale à Amos seraient bradés à tout venant. Bellehumeur et quatre autres cadres dénoncent ces faits auprès de l’administration de l'Université du Québec à Trois-Rivières. Ils forment alors un comité ad hoc ayant pour mission de documenter le problème et de proposer des solutions. S’ensuit une escalade devant mener au congédiement des cinq cadres. L'auteur raconte cette épopée dans la publication d'un ouvrage publié en 2000 et intitulé "La bande des quatre... ils étaient cinq" aux Éditons La Plume d'Oie.
À la suite de ce congédiement, il décide de prendre une pause au niveau professionnel et complète une Maîtrise en science de l'éducation, option administration à l'UQTR.

## Nouvelle carrière
Fort de ses expériences passées et de ses convictions, il oriente alors sa carrière vers la direction d'organismes publics en Abitibi-Témiscamingue.
Après plusieurs démarches et délais, il est finalement réintégré dans la fonction publique québécoise, il devient de 1973 à 1978, coordonnateur régional de Multi-Média Nord-Ouest, un projet d'interventions sociales et médiatiques parrainé par le ministère de l'Éducation du Québec. Par la suite, de 1978 à 1989, il devient directeur régional de Communication-Québec, organisme mis sur pied par le ministère des Communications du Québec.

## Implications sociales
Il s'implique également dans des associations de défense de l'environnement et du développement régional.
Le couple Bellehumeur/Ménard est installé à Évain depuis 1973. En mai 1978, une retombée de SO2 en provenance de la fonderie de Minéraux Noranda affecte une grande partie des végétaux sur leur propriété. S’inspirant de la poursuite de 14 citoyens à la Cour des petites créances en 1976, ces derniers ayant gagné leur cause mais n'avaient, selon le juge Jean-Charles Coutu, pas suffisamment documenté leur dossier.Ils auront droit à un dédommagement mais moindre que les dommages causés.
Bellehumeur intentera en juillet 1978, une poursuite à la Cour des petites créances et documentera alors son dossier en y relatant tous les dommages, illustrant le tout avec des photographies et l'accompagnant d'un argumentaire exhaustif estimant la valeur des plantes affectées et le montant des dommages. Le 18 décembre, le juge Paul Bélanger tranchera, il obtiendra 195,00$ sur les 415,50 $ réclamés puisque la méthode d'évaluation des dommages n'était pas concluante.
En août 1985, il constate de nouveaux dommages à sa propriété mais de moindre importance. Cette fois, il expédie une mise en demeure à Minéraux Noranda et reçoit quelques jours plus tard un chèque au montant réclamé, soit 65,00$.
À la suite de ces démarches, pas étonnant qu'il ait été un militant actif pendant 15 ans dans le Comité permanent sur l'environnement de Rouyn-Noranda (CPERN),,.
Actif au niveau local et régional, il participe à la fondation et au fonctionnement d'une coopérative alimentaire à Rouyn-Noranda. Il sera également membre pendant 10 ans du conseil d’administration du Conseil régional de développement de l’Abitibi-Témiscamingue (CRDAT), 3 ans président du Mouvement d'aide au développement rural en Abitibi-Témiscamingue, président du conseil d'administration du CLSC Le Partage des Eaux durant un mandat de 3 ans, deux mandats comme Commissaire à la Commission de libération conditionnelle du Québec de 1996 à 2004. De même, il fut le président fondateur de l’Université du 3e âge en Abitibi-Témiscamingue, le Réseau libre savoir.

## L'écrivain
À la retraite, il a publié deux récits : "Partir, Les lettres de Pit Bellehumeur" en 1996,,,,,. Ainsi que "La bande des quatre… ils étaient cinq" en 2000,,,,. Le premier récit retrace l'histoire de son grand-père qui a fui dans l'ouest canadien en laissant derrière lui, sa femme et ses 13 enfants.Il est l’auteur de quatre romans : "Le sixième et le neuvième" (2003), "Le vieux qui pissait partout" 2008 et "Un pont qui ne mène pas à la rive" (2010), "Racontages du Témis" en 2016 et un récit autobiographique "Chemin faisant" en 2018,,,,.
En 2001, une adaptation théâtrale du livre "Partir: Les lettres de Pit Bellehumeur", produite par le Théâtre le Tandem au Témiscamingue, effectuera une tournée régionale en Abitibi-Témiscamingue. L'adaptation a été réalisée par Marie-Louise Nadeau et la mise en scène est signée par Martin Héroux,.
En 2010, le Réseau BIBLIO de l’Abitibi-Témiscamingue entreprend une tournée de 20 bibliothèques pour présenter la lecture publique du roman "Le vieux qui pissait partout" avec la participation de deux comédiens professionnels, Rachel Lortie et Alexandre Castonguay.
En 2011, un nouveau joueur fait son entrée dans le monde de l’édition en Abitibi-Témiscamingue : Les Éditions du Quartz. C'est une coopérative de solidarité. Il en est l'un des membres fondateurs et fera partie du conseil d'administration pendant un bon moment.
En 2018, une mise en lecture du roman "Partir: Les lettres de Pit Bellehumeur", animée par la comédienne Odette Caron aura lieu à 13 reprises au Témiscamingue,.
Il est membre de l’Union des écrivaines et des écrivains québécois depuis 1997. Il a été président du Cercle des écrivains-écrivaines de l’Abitibi-Témiscamingue en 2001. Il a été également conteur à temps perdu.
Un Fonds Fernand Bellehumeur est disponible aux Archives nationales à Rouyn-Noranda (BAnQ).

## Publications
- Partir : Les lettres de Pit Bellehumeur- récit, Montréal, Stanké, 1996, 291 p.  (ISBN 2-7604-0546-X) [25].
- La bande des quatre - ils étaient cinq - récit, Cap Saint-Ignace: La plume d'Oie, 2000, 160 p. (ISBN 2-89539-010-X) .
- Le sixième et le neuvième - roman, Montréal : Trait d'union, 2003, 181 p. (ISBN 2-89588-053-0)[41].
- Le vieux qui pissait partout, Rosemère : Éditions Gensen, Gensen poche, 2008.  (ISBN 978-2-923540-08-5)
- Un pont qui ne mène pas à la rive - roman, Rouyn-Noranda : ABC de l'édition, 2010, 141 p.  (ISBN 978-2-922952-37-7)[42].
- Racontages du Témis, Rouyn-Noranda : ABC de l'édition, 2016,  (ISBN 978-2-9229529-2-6)[43].
- Chemin faisant - récit, Rouyn-Noranda, Éditions En Marge, 2018. (ISBN 978-2-9817338-0-1)[44], [45]
- La rivière va toujours, Haïkus, poésies et œuvres d'art, avec Carole-Yvonne Richard, Michel Gosselin éditeur, 2023, 152 p. (ISBN 978-2-925382-05-8)

## Autres publications
- La vie m'a été donnée,. Qu'est-ce que j'en ai fait ?, Empreintes Boréales, Tome 2, Paroisse Sainte-trinité, Rouyn-Noranda, 2005, page 33,  (ISBN 2-9809995-0-4)
- Mes aïeux, Empreintes Boréales, Tome 3, Paroisse Sainte-trinité, Rouyn-Noranda, 2006, page 30, (ISBN 2-9808895-2-0)

## Prix et honneurs
- Avril 1989, honoré par la Chambre de commerce de Rouyn-Noranda pour son implication dans le Comité permanent sur l'environnement à Rouyn-Noranda[46].
- Personnalité en environnement du mois de février 1991 avec le Comité permanent sur l'environnement de Rouyn-Noranda (CPERN) décerné par Opération Feu vert à Montréal et publié dans le journal Les Affaires .